# Zutphen
Zutphen ( [ˈzʏtfə(n)]IPA) je město v provincii Gelderland v Nizozemsku. Leží přibližně 30 km severně od Arnhemu. Žije zde přibližně 47 tisíc obyvatel. První zmínka o městu pochází z 11. století.

## Dějiny

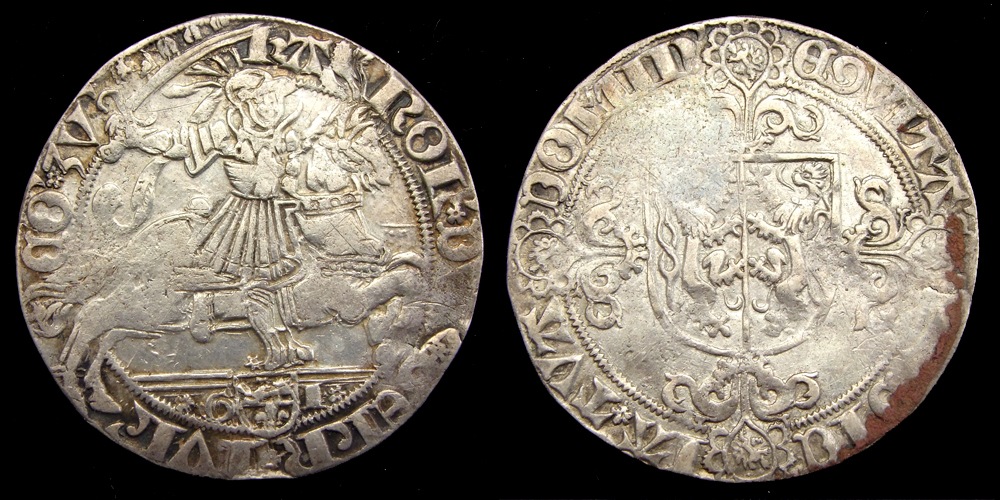
Mince ražená ve městě

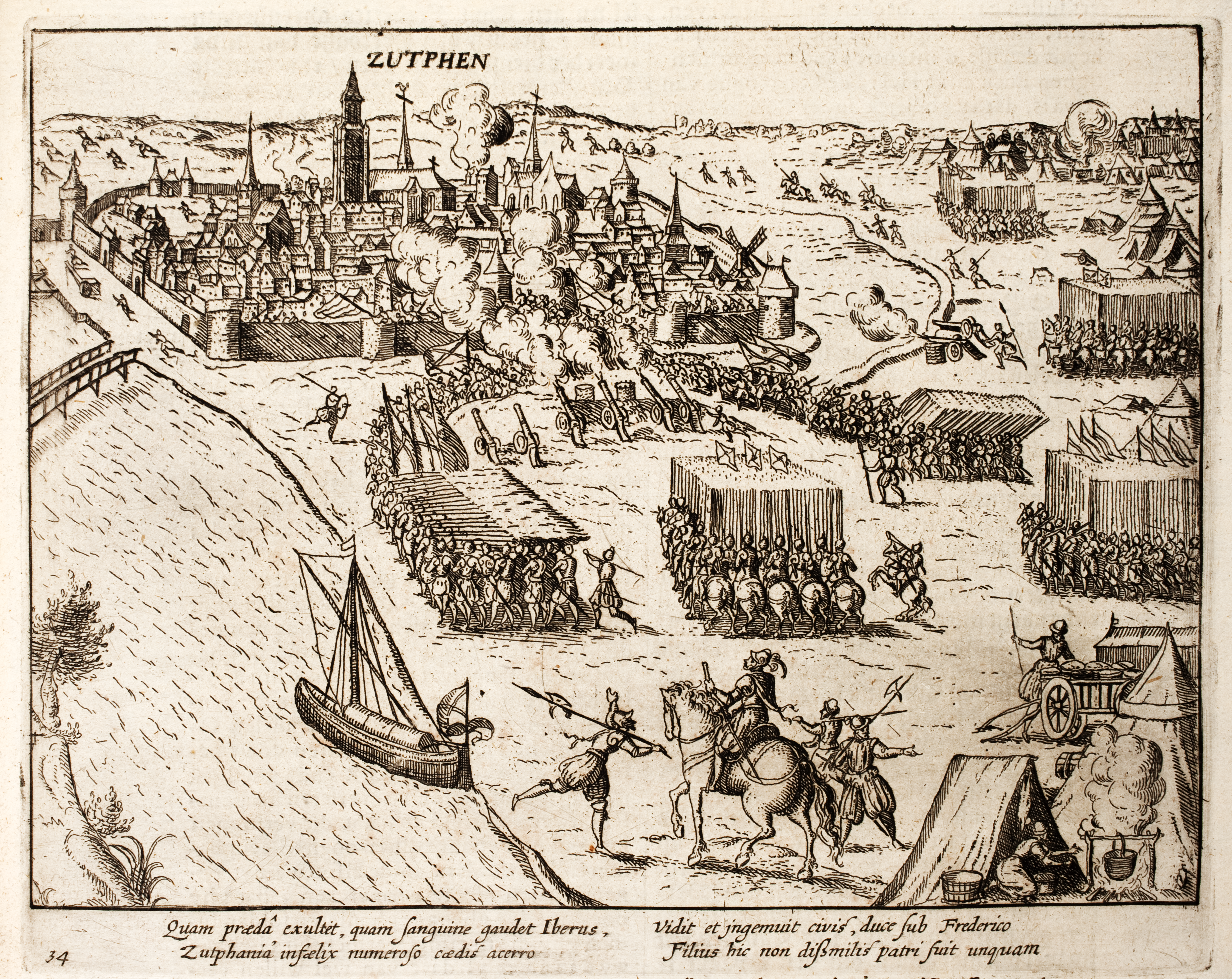
Obraz města namalovaný Fadriquem Álvarezem de Toledo 16. října 1572 během osmdesátileté války

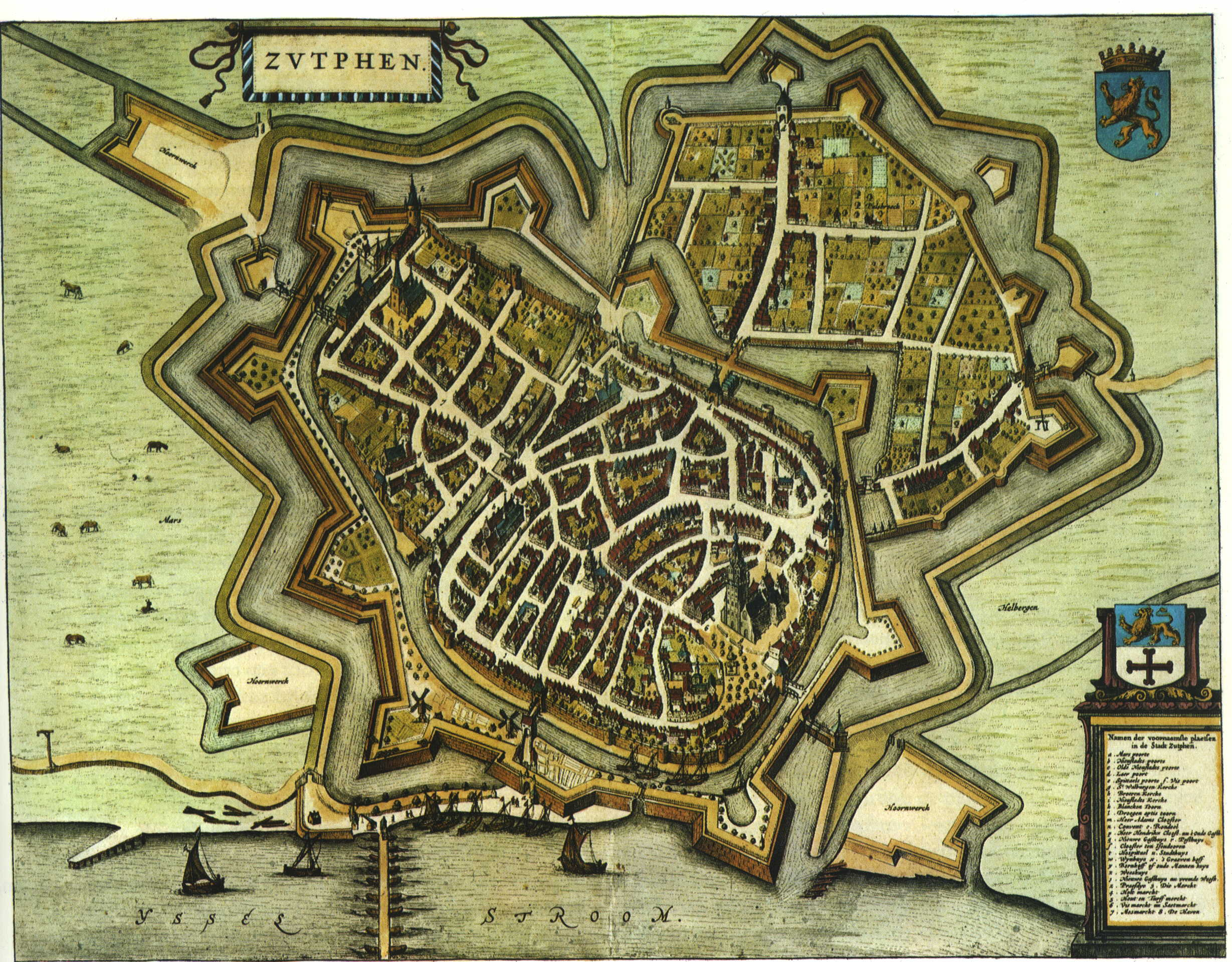
Mapa města z roku 1649

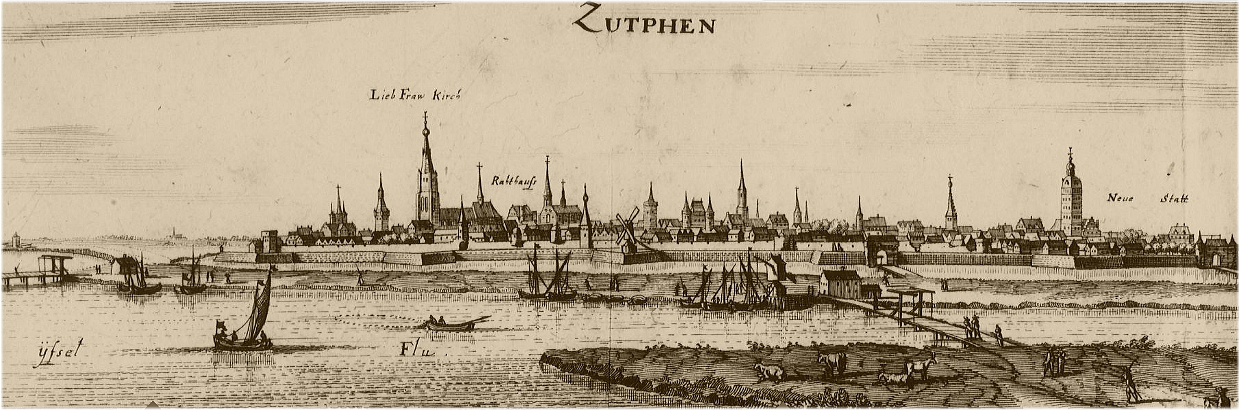
Zutphen (1654)

V jedenáctém století byl Zutphen po řadu let královskou rezidencí. Ve městě byla postavena Falc spolu s velkým kapitulním kostelem, předchůdcem dnešního kostela sv. Walburgiy. Počet obyvatel prudce rostl, dokud nenastal propad ve dvanáctém století.
Osada obdržela městská práva mezi lety 1191 a 1196, takže je to jedno z nejstarších měst v zemi. Díky tomu mělo i samosprávu a vlastní soud. Pouze města Utrecht a Deventer získala tato práva dříve. Zutphen se zase stal mateřským městem několika dalších měst v Gueldersu, jako jsou Arnhem, Doetinchem, Doesburg, Lochem, Harderwijk, Venlo a Emmerich. Toto město se také stalo hanzovním městem, členem sítě obchodních měst s velkým bohatstvím.
Během 12. století byly ve městě raženy mince hrabaty z Guelders a Zutphen. Přes své oprávnění bylo město v ražbě aktivní jen ve čtyřech krátkých obdobích: 1478-1480, 1582-1583, 1604-1605 a 1687-1692.
Největším a nejstarším kostelem města je kostel sv. Walburgy (svatá Valburga), který původně pochází z jedenáctého století. Gotická stavba obsahuje památky z historie města, například svícen ze čtrnáctého století, propracovanou křtitelnici (1527), a památník rodiny Van Heeckeren (1700). Knihovna v kapitulní síni obsahuje kolekci děl z období před reformací, včetně některých cenných rukopisů a inkunabulí. Je považována za jednu z pouhých pěti zbývajících středověkých knihoven v Evropě (ostatní jsou v Anglii a Itálii). Cennější knihy této knihovny jsou stále připoutány řetězy ke starému dřevěnému stolu - jak bylo zvykem před staletími, kdy „veřejná knihovna“ používala řetězy, aby se zabránilo krádeži.
Po opevnění město vydrželo několik obléhání, zejména během osmdesátileté války, nejslavnějším bojem pod jeho zdmi byla bitva o Zutphen v září 1586, kdy byl Sir Philip Sidney smrtelně zraněn.
Zutphen, obsazený Španěly v roce 1587 zradou anglického velitele Rowlanda Yorka, dobyl v roce 1591 zpět Mořic Oranžský, a kromě dvou krátkých období (v roce 1672 a během francouzských revolučních válek) od té doby zůstal součástí Nizozemska. Jeho opevnění bylo v roce 1874 demontováno. Ve druhé světové válce bylo město několikrát bombardováno spojeneckými silami, protože most přes řeku IJssel byl životně důležitý pro podporu německých vojsk v Arnhemu pro operaci Market Garden. Město bylo osvobozeno 14. dubna 1945 po dvou týdnech bojů. Po válce byl zahájen program obnovy. V současnosti má Zutphen jedno z nejlépe dochovaných středověkých městských center severozápadní Evropy, včetně zbytků středověké městské zdi a několika stovek budov z 13., 14. a 15. století.

## Moderní město

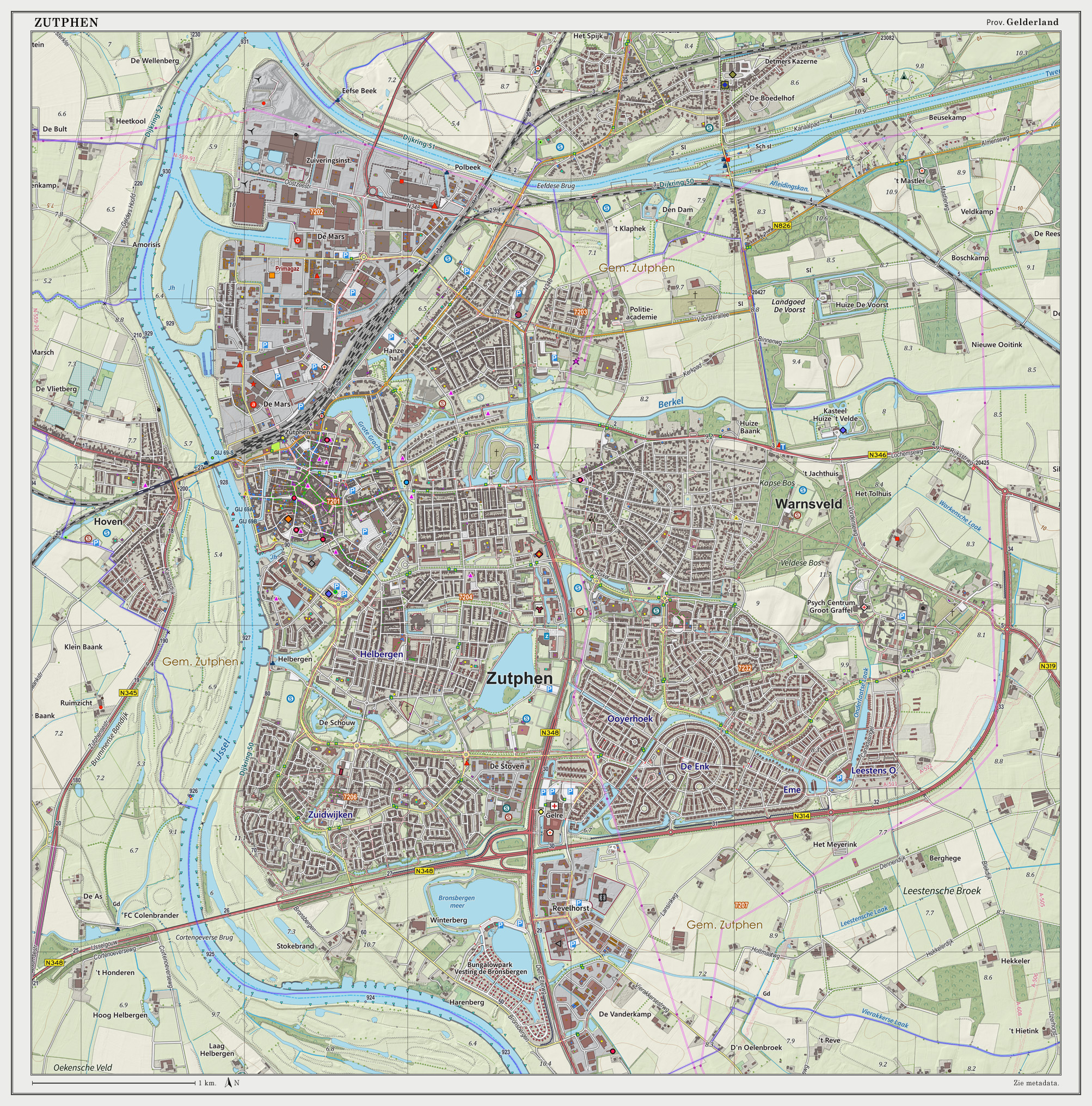
Topografická mapa města Zutphen, 2014

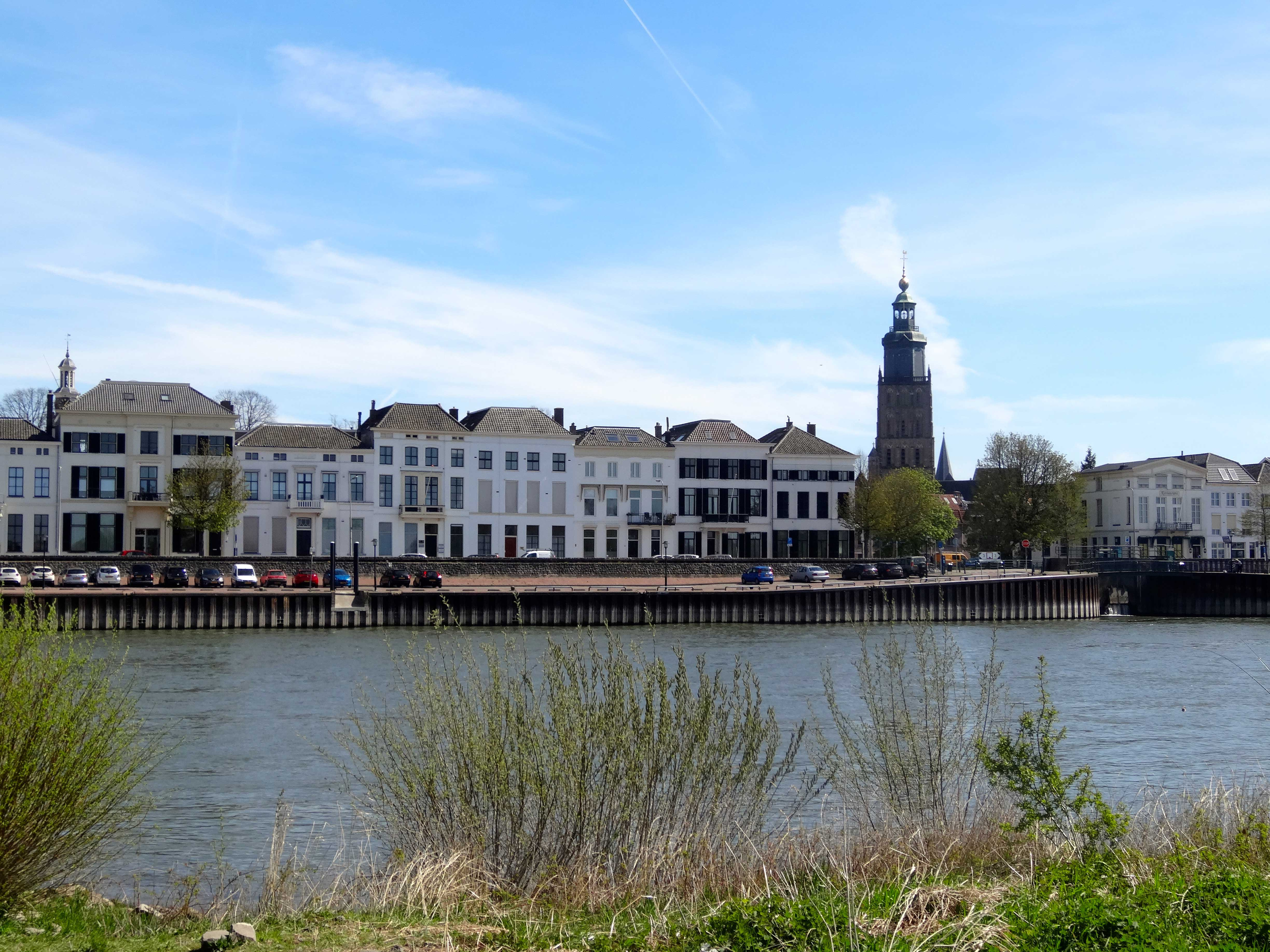
Řeka IJssel v Zutphenu

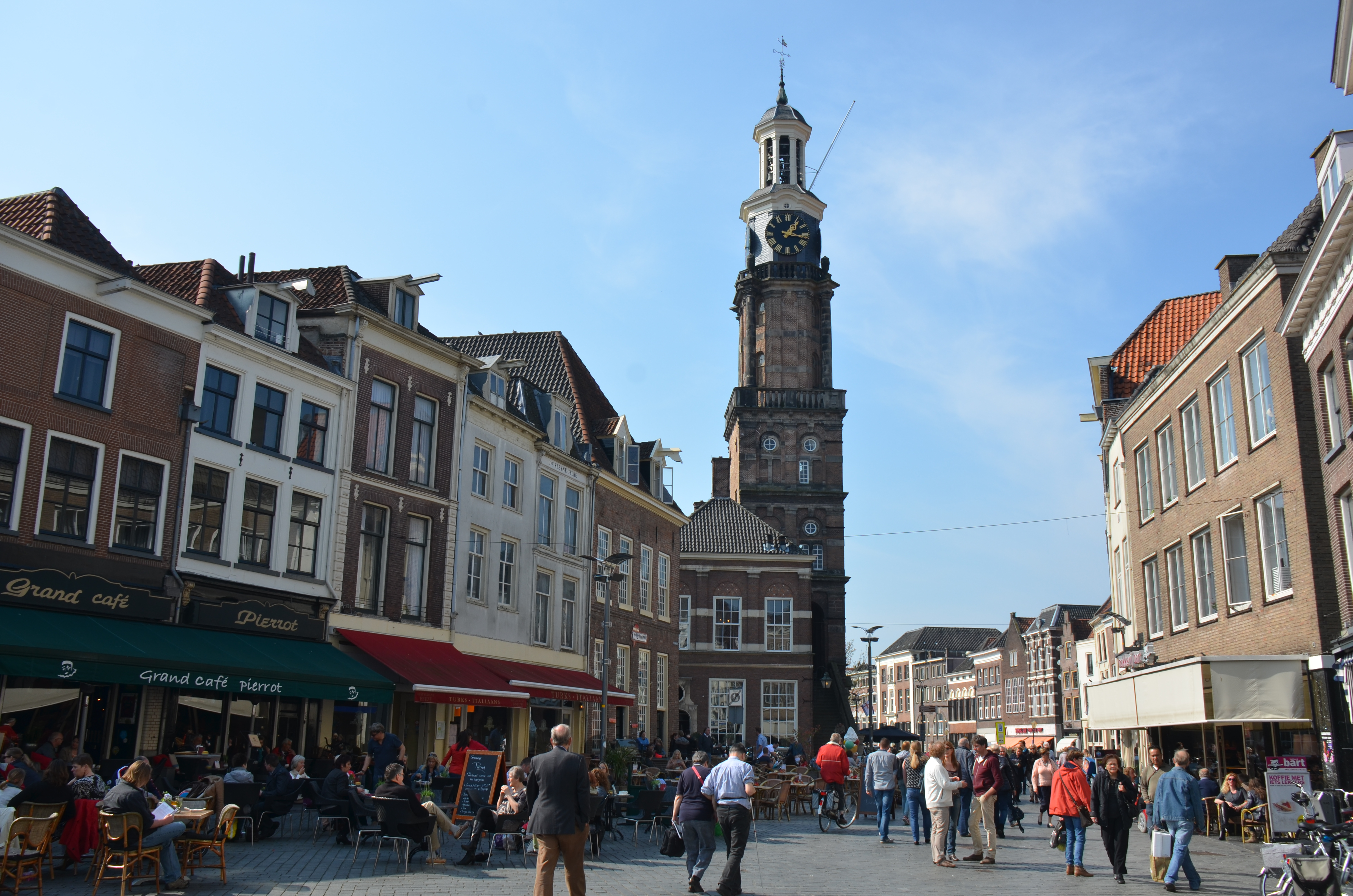
Historické centrum města

Historické centrum přežilo druhou světovou válku téměř v celém rozsahu, ačkoli některé části města byly ztraceny, zejména oblast kolem železniční stanice, v severní části centra města, známá jako Nieuwstad (česky Nové město). V centru města je mnoho monumentálních budov ze 14. a 15. století a některé dokonce pocházejí ze 13. století, například domov důchodců. Na několika místech jsou také zbytky starých městských hradeb.
Dnes je Zutphen moderním městem. Městská oblast, která zahrnuje obec Warnsveld, má asi 51 000 obyvatel. Obchody s potravinami jsou otevřeny od 8:30 do 10:00 a ostatní obchody jsou otevřeny od 9:30 do 18:00 v pracovní dny, v pátek večer do 21:00 a v sobotu do 17:00. Některé obchody se otevírají dříve a větší supermarkety obvykle zůstávají otevřené až do 22:00.

## Pamětihodnosti

### Zajímavé budovy a náměstí
Protože se ve městě nachází velké množství historických budov s věží, Zutphen se často nazývá městem věží. Protože v centru města nejsou téměř žádné moderní výškové budovy, jsou historické věže dobře viditelné a tvoří panorama Zutphenu. Název „město věží“ se v reklamě často používá k přitahování turistů do Zutphenu.

### Náboženská architektura
Kostel Walburgis byl postaven jako římskokatolický kostel kolem roku 1050, poté byl znovu vymalován a přestavěn při několika příležitostech. Ve věži je šest zvonů, na které se stále zvoní ručně.
Od roku 1561 byla ke kostelu připojena knihovna (Librije). Byla založena jako veřejná knihovna pro bohaté občany Zutphenu. Knihovna dnes obsahuje důležitou sbírku knih z 15. až 17. století.
Kostel bratří je velký klášterní kostel bratří kazatelů (dominikánů) z počátku 14. století. Od roku 1983 je kostel využíván jako městská veřejná knihovna a nedávno byl rozsáhle restaurován. Na hřebeni střechy je věžička z roku 1771 se zvonem, který zvoní každý den mezi 21:50 a 22:00 – v čase, kdy se městské brány do roku 1853 uzavíraly.
V kostele Nieuwstads (česky Nové město) je katolická komunita. Byl založen jako farní kostel kolem roku 1250. Od té doby byl mnohokrát rozšířen, přestavěn a obnoven. Má čtyři původní středověké zvony.

### Občanská architektura
Věž Drogenaps byla postavena v letech 1444 až 1446 jako městská brána. V roce 1465 byl průjezd zazděn a z brány se stala věž. Věž je pojmenovaná po hudebníkovi Tonisi Drogenapovi, který ve věži kolem roku 1555 žil. Od roku 1888 do roku 1927 byla věž využívána jako vodárna.
Věž Wijnhuis (česky Vinařství) byla postavena v letech 1618 až 1642 městským stavitelem Emondem Hellenraetem, ovlivněným Hendrickem de Keyserem. V roce 1644 vytvořili bratři Pieter a François Hemony na této věži zvonkohru. Během letních měsíců se zde pravidelně konají koncerty.
Věž Bourgonje je obranná věž postavená v roce 1457. Byla postaven během války Gelderland-Burgindian. V této věži napsal holandský teolog a filozof Johannes Florentius Martinet svůj Katechismus přírody.
Brána Berkel je součástí městské hradby na východní straně středověkého města. Tato brána nad řekou Berkel spojila Staré a Nové město. Byla postavena v roce 1320 a měla svůj západní protějšek, ale západní brána byla zbořena v roce 1772.

### Další zajímavé památky v Zutphenu
Město Zutphen mělo téměř 400 národních památek a více než 500 místních památek. Je to jedno z nejdůležitějších a dochovaných historických měst v Nizozemsku. Zutphen má mnoho středověkých domů, zejména ze 14. století. Tyto domy, často s okrasnými fasádami, lze spatřit po celém centru města.
Při procházce náměstím uvidíte několik velkých budov z 18. a 19. století, které dříve patřily majetným občanům a obchodníkům.

## Společnost

### Právní centrum
V městě, i přes jeho velikost, sídlí jeden z 13 nizozemských soudů, národní vzdělávací instituce pro soudce a státní zástupce (SSR), národní policejní akademie pro vyšší policejní vyšetřovatele, tři věznice a velké množství právníků. Raný vznik Zutphenu ve středověku jako hlavní město hrabství vysvětluje jeho současnou pozici v právním systému.
Kromě „běžného“ vězení lze v Zutphenu najít vězeňské zařízení JPC de Sprengen pro chlapce. Existuje několik budov: nové instituce nahrazující staré zařízení, ale staré věznice zůstaly otevřené i po dokončení nových zařízení. Pouze staré vězení zvané Lunette nesplnilo dnešní standardy a v roce 2008 skončilo.

### Zdravotnictví
Ve městě se nachází nemocnice spravovaná skupinou Gelre Hospitals. Jedná se o standardní nemocnici nabízející všechny běžné specialisty (bez kardiologie a neurochirurgie) a nepřetržitou pohotovostní službu. Nachází se v jihovýchodní části města, v okrese Leesten. Značný počet praktiků alternativní medicíny se nachází v Zutphenu.

### Vzdělání
Zutphen je domovem několika známých středních škol na všech úrovních. Patří mezi ně „Het Stedelijk“ (Daltonův plán vzdělávání a dvojjazyčné vzdělávání), „Baudartius College“, „Vrije School Zutphen“, („Vrije School“ je Waldorfská škola ) a „Isendoorn College“ (s dvojjazyčným vzděláváním, která se nachází v Warnsveldu). Na těchto školách se učí studenti ze širokého okolí Zutphenu.

## Doprava

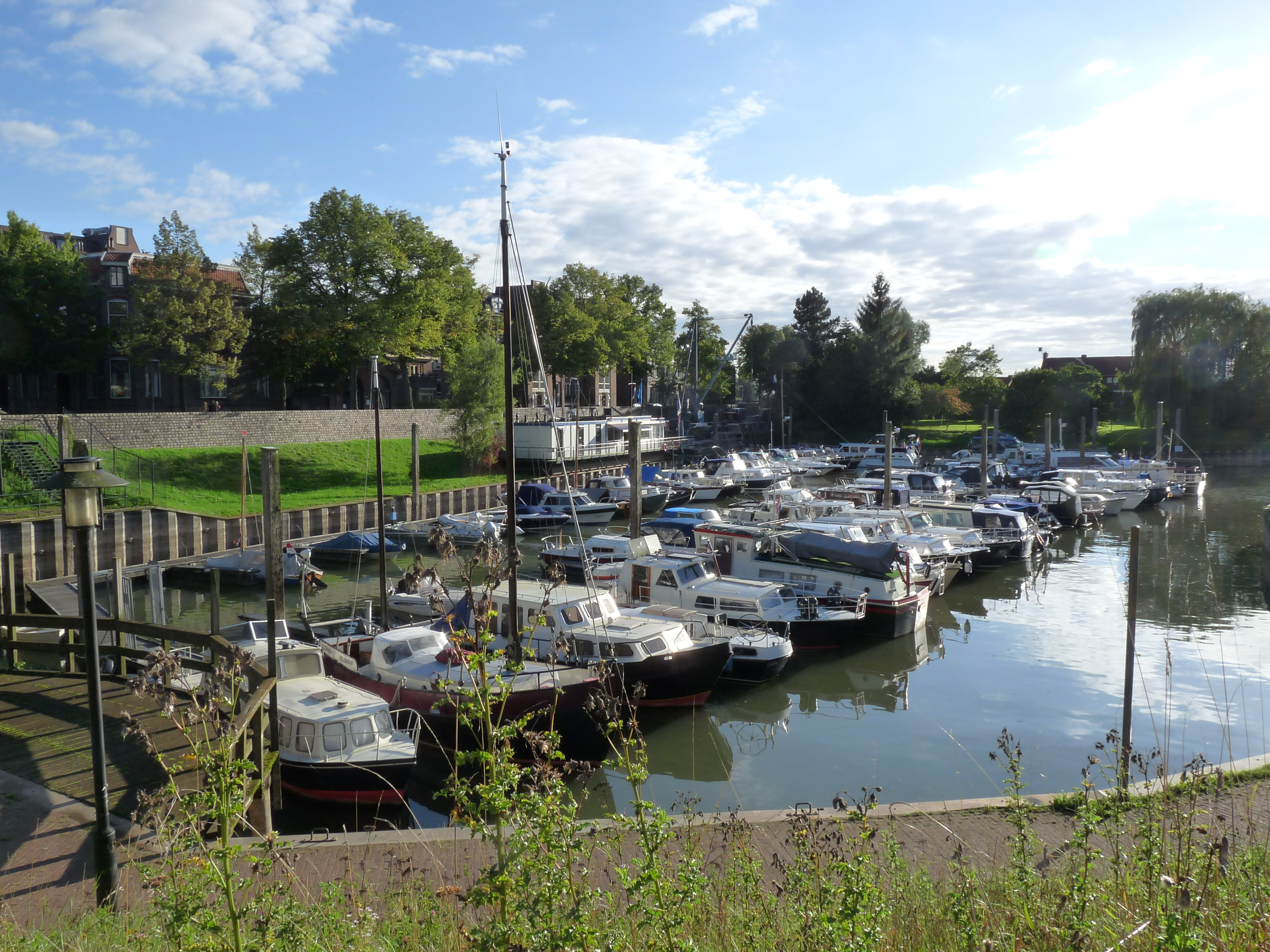
Přístav

### Železnice
Železniční stanice Zutphen je důležité regionální železniční středisko. Hlavní elektrifikované tratě do měst Deventer a Zwolle na severu a do Arnhemu a Nijmegenu na jihu provozuje národní železniční společnost Nederlandse Spoorwegen. Vedlejší linky do Winterswijku a Apeldoornu jsou provozovány společností Arriva. Vedlejší linku do Hengelo provozuje společnost Blauwnet (divize Syntus). Regionální železniční dopravu provozuje zvláštní dceřiná společnost NS. Všechny vedlejší tratě provozují dieselové vlaky. Stará budova stanice (1863), modernizovaná v roce 1875, byla během druhé světové války částečně zničena. Na počátku padesátých let byla postavena moderní nová stanice, typická poválečná budova s betonem jako hlavním materiálem. V říjnu 2007 však byla budova stanice označena za státní památku. V letech 2006 a 2007 byla oblast kolem nádraží kompletně zrekonstruována: byl vybudován nový autobusový terminál a podzemní parkoviště pro jízdní kola a hlavní silnice vedoucí z nádraží do centra města byla proměněna na chodník a cyklostezku.

### Silnice
Zutphen leží 10 kilometrů jižně od dálnice A1, nejbližší sjezd se nachází poblíž obce Deventer. Odtud vede A1 na východ do Hengela a na západ přes Apeldoorn do Amsterdamu. Hlavní silnice jsou N348 (Arnhem - Zutphen, Deventer a Ommen), N314 (Zutphen - Doetinchem), N319 (Zutphen - Vorden a Winterswijk), N345 (Zutphen - Lochem a Hengelo) a N826 (Zutphen - Almen a Laren).

### Autobus
Téměř všechny autobusy v Zutphenu a okolí jsou provozovány společností Arriva. Existují tři vnitřní městské autobusové linky a regionální linky do měst Doetinchem, Deventer, Almen - Laren a Vorden . Autobusové linky směrem k městům Apeldoorn a Dieren byly v minulosti zrušeny; do těchto měst a mezi nimi se nyní dostanete pouze autem nebo vlakem.

## Partnerská města
Zutphen je spojen s:
- Satu Mare, Rumunsko
- Shrewsbury, Anglie
- Vila Sandino, Nikaragua
- Horstmar, Německo

## Osobnosti
- Gijsbert Weijer Jan Bruins (1884–1948), výkonný ředitel Mezinárodního měnového fondu, královský komisař Nizozemské banky 1926–1946.
- Pieter a François Hemony (c. 1609–1667 a 1619–1680), zakladatelé zvonů, kteří postavili první naladěný zvonek na světě, instalovali v Zutphenově Wijnhuistorenské věži v roce 1644.
- Gerard Zerbolt ze Zutphenu (1367–1398), mystický spisovatel
- Willem Jan Holsboer (1834–1898), podnikatel a stavitel
- Herman Hendrik Baanders (1849–1905), architekt, který působil především v Amsterdamu
- Jan Brandts Buys (1868–1933), skladatel
- Margo Scharten-Antink (1869–1957), básník
- Lambertus Doedes (1878–1955), námořník
- Hendrik Mulderije (1888–1970), politik
- Joop Westerweel (1899–1944), nizozemský vůdce odporu druhé světové války, vedoucí skupiny Westerweel
- Jo Spier (1900–1978), ilustrátor
- Alexander Fiévez (1902–1949), politik
- Dolf van der Scheer (1909–1966), rychlostní bruslař
- Robert van Gulik (1910–1967), orientalista, diplomat a spisovatel
- Marlous Fluitsma (nar. 1946), herečka
- Kees Luesink (1953–2014), politik
- Paul de Krom (narozen 1953), politik, který působil jako státní tajemník pro sociální věci a zaměstnanost v kabinetu Rutte I
- Hans Kelderman (* 1966), veslař
- Mitchell van der Gaag (nar. 1971), fotbalista a fotbalový manažer
- Josephus Schenk (narozen 1980)
- Mirte Roelvink (narozena 1985), fotbalistka, mezinárodní v ženském týmu Dutch Nationale